# Chiesa di San Bartolomeo (Calestano)
La chiesa di San Bartolomeo è un luogo di culto cattolico dalle forme neoromaniche, situato in strada Comunale della Chiesa a Ravarano, frazione di Calestano, in provincia e diocesi di Parma; è sede di una parrocchia compresa nella zona pastorale della Montagna.

## Storia
Il luogo di culto originario fu costruito in località Borello in epoca medievale; la più antica testimonianza della sua esistenza risale al 1230, quando la cappella fu menzionata nel Capitulum seu Rotulus Decimarum della diocesi di Parma tra le dipendenze della pieve di Bardone.
L'edificio fu successivamente nominato in documenti sia nel 1299 sia nel 1354, ma la sua intitolazione a san Bartolomeo fu citata soltanto a partire dal 1493.
Nel 1560 la chiesa fu elevata a sede di parrocchia autonoma.
Nel 1589 una rovinosa frana distrusse l'antico tempio medievale. A causa dell'accesa rivalità tra gli abitanti dei due borghi di Villa e Castello, nel 1602 furono avviati i lavori di costruzione di un luogo di culto in ciascuna delle due località; la chiesa di Villa, in stile tardo-rinascimentale, fu completata nel 1676.
Agli inizi del XVIII secolo le due parrocchie furono unificate in quella di San Bartolomeo di Villa, ove il piccolo tempio fu ristrutturato con l'edificazione delle cappelle laterali e della sagrestia.
Tra il 1905 e il 1920 la chiesa fu modificata con la realizzazione delle copertura a volta in sostituzione delle capriate lignee e il prolungamento della navata di una campata; nel 1934 gli interni furono decorati con affreschi, mentre nel 1942 furono aggiunti l'altare maggiore e quelli dedicati alla Madonna Addolorata e a san Bartolomeo in marmo di Carrara; infine nel 1949 fu costruita la nuova facciata in stile neoromanico e fu sopraelevato il campanile.
Il 23 dicembre del 2008 un forte terremoto colpì il territorio causando gravi lesioni alla volta di copertura della navata; il tempio fu chiuso al culto e nel 2009 furono avviati i lavori di restauro e consolidamento strutturale, completati nel 2013.

## Descrizione

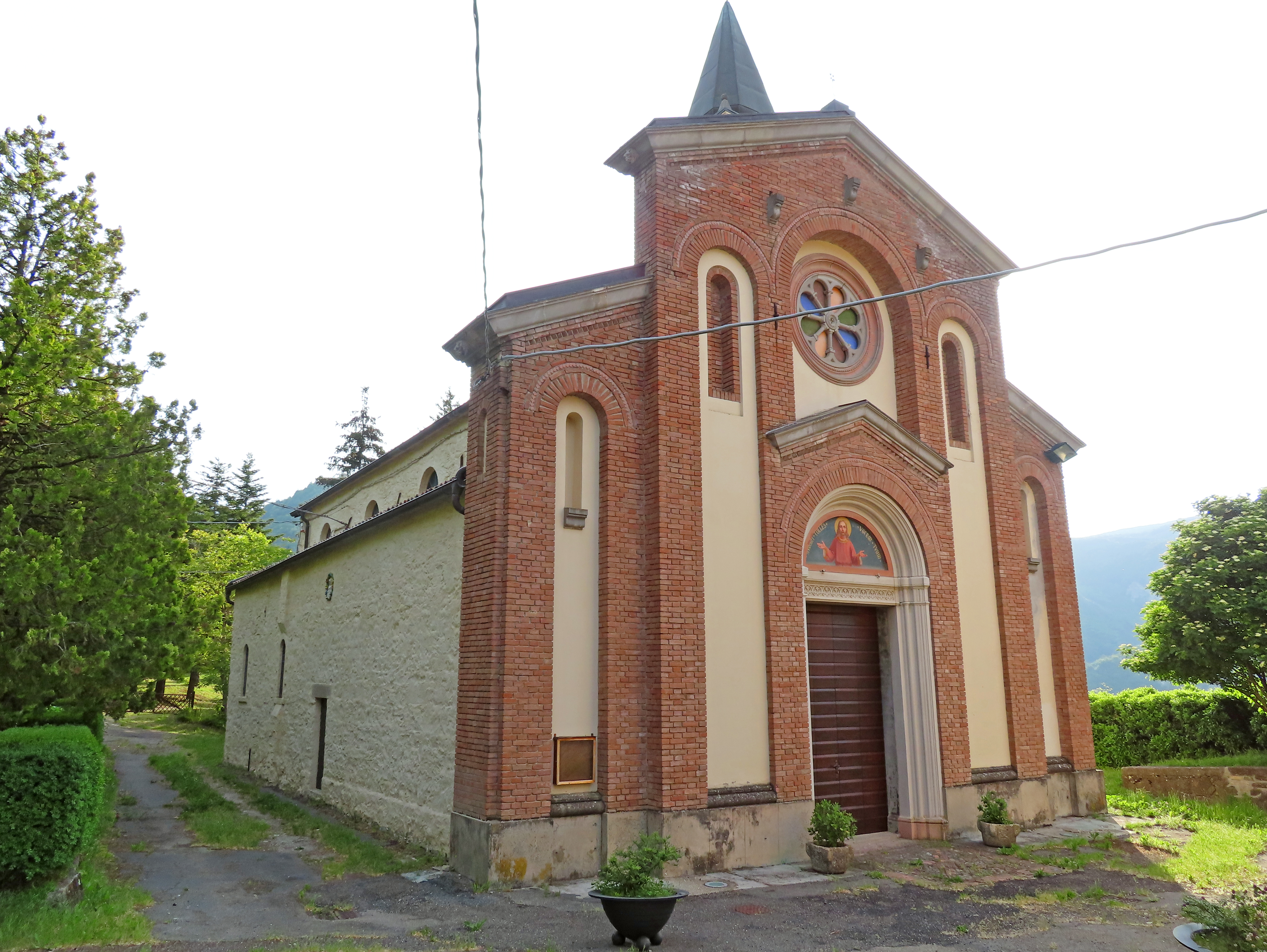
Facciata e lato sud-est

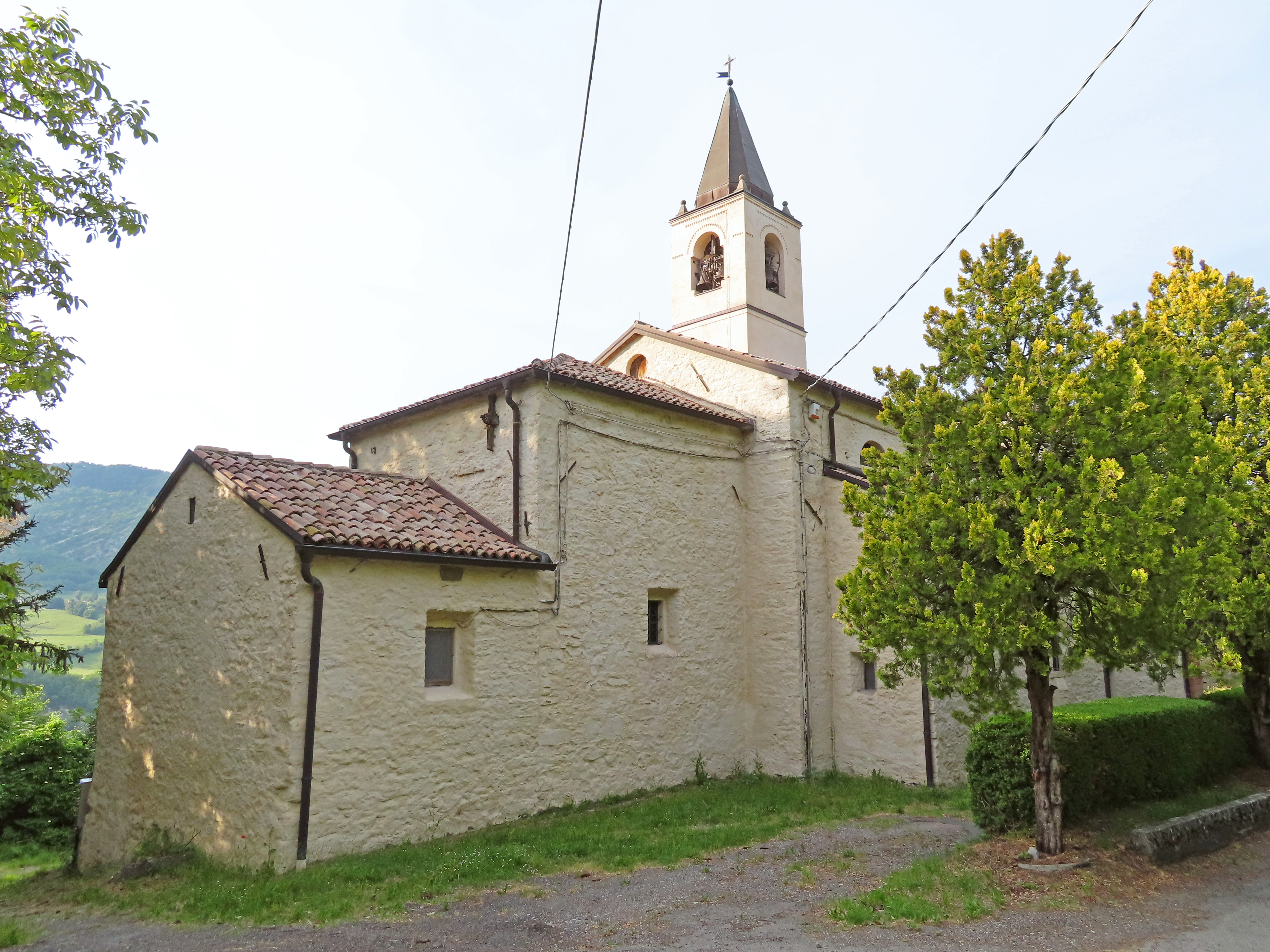
Retro e lato sud-est

La chiesa si sviluppa su un impianto a navata unica affiancata da due cappelle per lato, con ingresso a nord-est e presbiterio a sud-ovest.
La simmetrica facciata a salienti, rivestita parzialmente in laterizio, è suddivisa verticalmente in tre parti. L'avancorpo centrale, lievemente aggettante, è tripartito da quattro lesene, elevate su un basamento cementizio e collegate in sommità da arcate a tutto sesto; al centro è collocato l'ampio portale d'ingresso strombato, coronato da una lunetta a tutto sesto e da una cuspide in calcestruzzo ornata con un motivo in mattoni a denti di sega; più in alto si apre un grande rosone con cornice modanata; ai lati si trovano, all'interno di specchiature intonacate, due alte nicchie in laterizio ad arco a tutto sesto; a coronamento si allunga un cornicione in calcestruzzo arricchito da un motivo a denti di sega. Ciascuno dei due corpi laterali è delimitato da due lesene collegate da un arco a tutto sesto in sommità; al centro è collocata una stretta nicchia intonacata.
I fianchi e il retro, illuminati da piccole aperture a lunetta in sommità, sono rivestiti in pietra a maglia irregolare; a metà del lato destro si erge su tre ordini il campanile intonacato; la cella campanaria si affaccia sulle quattro fronti attraverso ampie monofore ad arco a tutto sesto; in sommità si eleva nel mezzo un'aguzza guglia a pianta ottagonale in rame, tra quattro piccoli pinnacoli posti sugli spigoli.
All'interno la navata, coperta da una volta a botte lunettata affrescata, è affiancata dalle arcate a tutto sesto attraverso le quali si affacciano le cappelle laterali, chiuse superiormente da volte a botte.
Il presbiterio, lievemente sopraelevato, è preceduto dall'arco trionfale a tutto sesto, retto da paraste coronate da capitelli dorici; l'ambiente, coperto da una volta a botte lunettata decorata con affreschi a grottesche, accoglie l'altare, con mensa in marmo di Carrara proveniente dall'altare maggiore sul fondo; più in alto si staglia la pala settecentesca.